# حاييم يوسف صادوق
حاييم يوسف صادوق (بالعبرية: חיים יוסף צדוק، ولد في 2 أكتوبر 1913 وتوفي 15 أغسطس 2002) كان فقيه وسياسي إسرائيلي.

## روابط خارجية
- حاييم يوسف صادوق على موقع مونزينجر (الألمانية)

- حاييم يوسف صادوق على الموقع الإلكتروني للكنيست